# أسامة فلوح
أسامة فلوح (12 يوليو 1999 – 2 نوفمبر 2023) كان لاعب كرة قدم مغربي، شغل مركز ظهير أيسر في عدد من الأندية المغربية والفرنسية، وللمنتخب المغربي تحت 23 سنة. توفي في 2 نوفمبر 2023 متأثرا بجراحه التي أصيب بها في حادث سيارة.

## مسيرته
ولد أسامة فلوح في 12 يوليو 1999، وهو أحد خريجي أكاديمية محمد السادس لكرة القدم. انضم إلى الفريق الثاني لنادي ستراسبورغ الفرنسي في عام 2018. وفي عام 2019، انتقل إلى نادي الفتح الرباطي في الدوري المغربي. عاد إلى فرنسا وانضم إلى نادي أنجيه في الدوري الفرنسي في 1 في يوليو 2020، بعقد مدته ثلاث سنوات. تمت إعارته إلى نادي يو أس أفرانش من الدرجة الثالثة الفرنسية في يوليو 2021، ومرة أخرى بعد عام. وفي صيف 2023، تعاقد مع الوداد الرياضي.

## وفاته
في 11 أكتوبر 2023، أصيب فلوح بجروح خطيرة في حادث سيارة بشاحنة في الدار البيضاء. وأصيب فلوح، أحد ركاب السيارة، بنزيف دماغي وكسر في الرقبة والصدر، ودخل في غيبوبة، وأدخل على الفور إلى العناية المركزة. سيتم نقله لاحقًا إلى منشأة رعاية صحية أخرى من قبل مسؤولي النادي. وفي الساعات الأخيرة من يوم 2 نوفمبر 2023، أعلن النادي وفاة أسامة متأثرا بجراحه، عن عمر 24 عامًا.

## روابط خارجية
- أسامة فلوح على موقع إي إس بي إن إف سي (الإنجليزية)
- أسامة فلوح على موقع قاعدة بيانات كرة القدم.إي يو (الإنجليزية)
- أسامة فلوح على موقع Soccerway.com (الإنجليزية)
- أسامة فلوح على موقع عالم كرة القدم.نت (الإنجليزية)
- أسامة فلوح على موقع كووورة